# Sofia Vitória
Sofia Vitória Inacio (Setúbal, 28 aprile 1979) è una cantante portoghese.
Ha rappresentato il Portogallo all'Eurovision Song Contest 2004 con il brano Foi magia.

## Carriera
Sofia Vitória è salita alla ribalta alla fine del 2003 con la sua partecipazione alla seconda edizione del talent show Operação Triunfo, la versione portoghese del format Star Academy. Nella finale del 18 gennaio 2004, che è stata anche utilizzata come selezione del rappresentante portoghese per l'Eurovision, ha presentato il suo inedito Foi magia ed è stata incorinata vincitrice dal televoto. Nella semifinale dell'Eurovision Song Contest 2004, che si è tenuta il successivo 12 maggio a Istanbul, si è piazzata al 15º posto su 22 partecipanti con 38 punti totalizzati, non riuscendo a qualificarsi per la finale. È stata la più televotata della serata dal pubblico di Andorra.

## Discografia

### Album
- 2012 - Palavra de mulher (con Luís Figueiredo)
- 2017 - Belo manto (con José Peixoto)

### Singoli
- 2004 - Foi magia